# MFK Košice
MFK Košice este o echipă de fotbal din orașul Košice, Slovacia.

## Titluri
- Prima ligă slovacă (1939 - 1944, 1993 - Prezent)
  - Campioni (2): 1997, 1998
  - Locul 2 (3): 1995, 1996, 2000

- Cupa Slovaciei (1961 - Prezent)
  - Campioni (4): 1973, 1980, 1993, 2009
  - Locul 2 (2): 1998, 2000

- Supercupa Slovaciei (1993 - Present)
  - Campioni (1): 1997

- Prima Ligă Cehoslovacă (1945 - 1993)
  - Locul 2 (1): 1971

- Cupa Cehoslovaciei (1961 - 1993)
  - Campioni (1): 1993
  - Locul 2 (3):  1964, 1973, 1980

## Lotul curent
Din 24 septembrie 2009
| Nr. |          | Poziție | Jucător           |
| --- | -------- | ------- | ----------------- |
| 1   | Croația  | P       | Nikola Schreng    |
| 2   | Slovacia | F       | Stanislav Kišš    |
| 3   | Slovacia | F       | Patrik Kaminský   |
| 4   | Slovacia | F       | Radoslav Školník  |
| 6   | Slovacia | F       | Stanislav Smrek   |
| 7   | Slovacia | M       | Kamil Kuzma       |
| 8   | Slovacia | M       | Timon Dobias      |
| 9   | Serbia   | M       | Uroš Matić        |
| 10  | Serbia   | M       | Marko Milinković  |
| 11  | Slovacia | M       | Martin Juhar      |
| 13  | Slovacia | F       | Róbert Cicman     |
| 14  | Slovacia | M       | Miroslav Viazanko |
| 15  | Slovacia | F       | Mikuláš Tóth      |

| Nr. |          | Poziție | Jucător                                           |
| --- | -------- | ------- | ------------------------------------------------- |
| 16  | Slovacia | M       | Blažej Vaščák                                     |
| 17  | Slovacia | M       | Lukáš Janič                                       |
| 18  | Slovacia | A       | Ján Novák                                         |
| 19  | Slovacia | F       | Matúš Čonka                                       |
| 20  | Slovacia | F       | Lukáš Džogan                                      |
| 21  | Slovacia | P       | Roland Repiský                                    |
| 22  | Slovacia | A       | Filip Serečin                                     |
| 23  | Slovacia |         | Peter Bašista                                     |
| 24  | Slovacia | M       | Kamil Karaš                                       |
| 26  | Slovacia | A       | Dávid Škutka                                      |
| 30  | Serbia   | P       | Bogdan Stefanović (împrumutat de la Odeva Lipany) |
| 40  | Slovacia | M       | Juraj Hovančík                                    |

### Împrumutați
| Nr. |          | Poziție | Jucător                                |
| --- | -------- | ------- | -------------------------------------- |
|     | Slovacia | M       | Jaroslav Kolbas (la Skoda Xanthi F.C.) |
|     | Slovacia | P       | Jozef Brudňak (la ŠK Odeva Lipany)     |

## Jucători notabili
| Slovacia/Cehoslovacia - Bohumil Andrejko - Jozef Bomba - Jaroslav Boroš - Titus Buberník - Kamil Čontofalský - Andrej Daňko - Jozef Desiatnik - Peter Dzúrik - Pavol Diňa - Karol Dobai - Alexander Felszeghy - Dušan Galis - Michal Hipp - František Hoholko - Vladimír Janočko - Štefan Jutka | - Július Kánássy - Ivan Kozák - Ján Kozák - Jozef Kožlej - František Králka - Andrej Kvašňák - Ladislav Molnár - Szilárd Németh - Ján Pivarník - Jaroslav Pollák - Marek Sapara - Róbert Semeník - Adolf Scherer - Miroslav Sovič - Ján Strausz - Július Šimon - Juraj Šomoši | - Marek Špilár - Jozef Štafura - Ladislav Štovčík - Anton Švajlen - Ladislav Tamáš - Vladimír Weiss - Radoslav Zabavník - Rudolf Zibrínyi - Vladislav Zvara Serbia - Nemanja Matić - Marko Milinković Ucraina - Ruslan Lyubarskyi |